# Heinrich Daniel Ruhmkorff
Heinrich Daniel Ruhmkorff o Rühmkorff (Hanóver, 15 de enero de 1803 – París, 20 de diciembre de 1877) fue un físico alemán, inventor de la bobina de inducción.

## Biografía

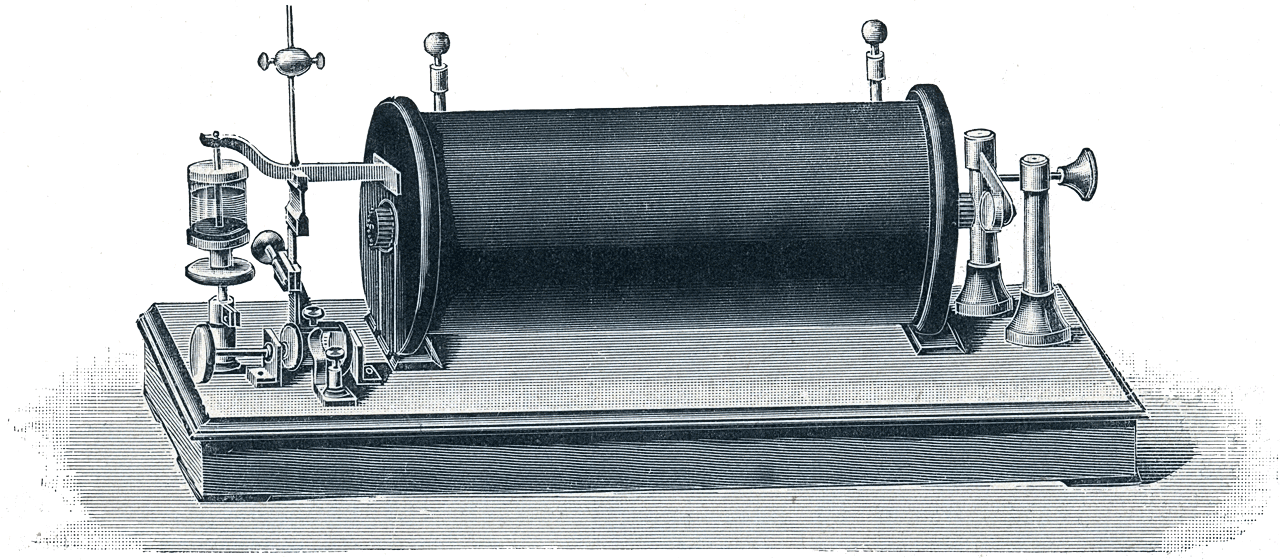
Bobina de inducción de Ruhmkorff.

Se estableció en París, donde se dedicó principalmente a la construcción de aparatos e instrumentos eléctricos de gran calidad y precisión. Ideó el carrete que lleva su nombre, popular instrumento del siglo XIX, (creado por primera vez en 1851). Como ocurre en otros casos, los carretes de inducción fueron construidos gracias a las aportaciones de un gran número de autores, desde científicos hasta constructores, inventores o ingenieros.
La llamada bobina de inducción o bobina de Ruhmkorff, de invención anterior a la de los transformadores de corriente alterna, es un verdadero transformador polimorfo y elevador, en el que se obtiene, a partir de una corriente primaria continua y de poca fem (pilas o acumuladores), otra de alta tensión y alterna.
El carrete está constituido por un núcleo integrado por un haz de hilos de hierro dulce alrededor del cual se arrolla el circuito primario que es un alambre de cobre grueso y relativamente corto, de pocas vueltas, y por encima de este, convenientemente aislado, se arrolla el circuito secundario, hilo delgado y de mucha longitud (muchas vueltas) cuyos extremos están formando los llamados polos del aparato.

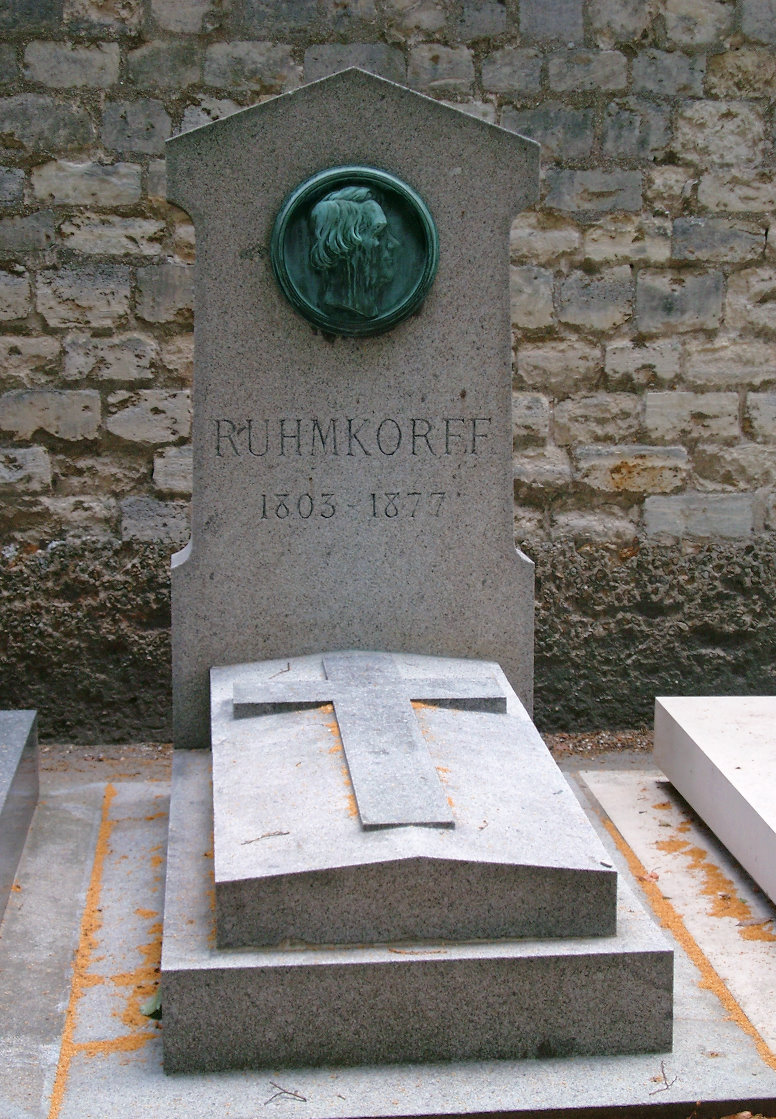
Tumba de Heinrich Daniel Ruhmkorff.

Ruhmkorff se interesó por estos instrumentos a mediados del siglo XIX e introdujo varias mejoras en los dispositivos existentes hasta entonces: incrementó la longitud del alambre, separó los carretes primario y secundario mediante un tubo aislante de vidrio y, siguiendo los consejos del físico Hippolyte Fizeau, colocó un condensador entre los contactos del interruptor, lo que permitía reducir considerablemente las chispas producidas al conectar el carrete a una pila eléctrica y mejorar los resultados. La parte principal del instrumento eran los dos alambres enrollados en la parte central, uno grueso (entre 2 y 2,5 mm) y otro fino (de ¼ a 1/3 de mm) (Ganot, 1887), aislados mediante un recubrimiento adecuado. El alambre más grueso se encontraba arrollado en torno a un cilindro que formaba el núcleo del carrete. El conjunto se cerraba con una capa aislante cilíndrica sobre la que se arrollaba el segundo alambre, más delgado, y de una longitud mucho más grande. Para hacer funcionar el instrumento, se hacía pasar una corriente eléctrica a través del alambre grueso que, de este modo, producía una corriente inducida en el alambre más fino. El fenómeno de inducción se producía con la variación de la corriente, por lo que era necesario producir el cierre y la apertura de la corriente mediante un interruptor que inicialmente fue de martillo y, más adelante, fue sustituido por otro de mercurio, desarrollado por el físico Léon Foucault.
El carrete de Ruhmkorff se emplea para generar elevadas diferencias de potencial. Las elevadas diferentes de potencial producidas podían ser aplicadas sobre los extremos de un tubo de Crookes para provocar la emisión de unos rayos que, por su carácter desconocido, fueron denominados "rayos X". Estos podía ser empleados para realizar "fotografías a través de los cuerpos opacos".
Murió en 1877 en París, Francia; a los 74 años de edad.

## Asteroide
- El asteroide 15273 Ruhmkorff, descubierto en 1991 por E. W. Elst lleva este nombre en su honor.